# Miškovice
Miškovice – część Pragi. W 2006 zamieszkiwało ją 1 394 mieszkańców.